# Catherine McNeil
Catherine McNeil (Brisbane, 30 maggio 1989) è una supermodella australiana.

## Carriera
Vince all'età di 14 anni un concorso di bellezza, il Girlfriend Model Search, organizzato da una rivista australiana per adolescenti. Tuttavia la sua carriera nel mondo della moda ha effettivamente inizio solo nel 2007, quando viene scelta come testimonial per diversi marchi come Dolce & Gabbana (fotografata da Mario Testino), Versace (insieme a Kate Moss), Donna Karan, Hugo Boss e Jean-Paul Gaultier.
La popolarità acquisita le permette di essere scelta per comparire sulle copertine di Vogue Francia, Vogue Australia, V e Numéro. Catherine McNeil inoltre sfila per le collezioni autunno/inverno 2007 di Balenciaga, Dior, Fendi, Cavalli, Valentino, Versace, Louis Vuitton, Chanel, Christian Lacroix e Yves Saint Laurent. Ha inoltre aperto le sfilate di Givenchy, Alexander McQueen, Alessandro Dell'Acqua e Missoni nelle sfilate di Milano e Parigi ed ha chiuso la sfilata di Pucci di Milano.
Nel 2008 appare sul Calendario Pirelli insieme a Agyness Deyn, Lily Donaldson, Doutzen Kroes, Gemma Ward, Sasha Pivovarova, Coco Rocha, Caroline Trentini, Mo Wandan, Du Juan e Maggie Cheung. Nello stesso anno è una delle protagoniste del calendario pubblicato da Vogue Paris. Viene scelta per essere la testimonial della campagna pubblicitaria di Hugo Boss.
Nel 2009 appare nelle campagne pubblicitarie di EXPRESS, Louis Vuitton e D&G. Compare negli editoriali di i-D (fotografata da David Benjamin Sherry) e Vogue Germania (numero di agosto, fotografata da Patrick Demarchelier) e nel catalogo di Victoria's Secret. Viene fotografata a New York City da Terry Richardson per la campagna autunnale di Barneys. Ad agosto è la protagonista, insieme alla collega Abbey Lee, di un servizio fotografico che celebra i cinquanta anni di Vogue Australia e compare inoltre sulla copertina di Numéro, fotografata da Greg Kadel. Nello stesso anno salta inaspettatamente le Settimane della moda per le collezioni primavera-estate 2010 e, in seguito alla pubblicazione di alcune foto sui tabloid australiani, i giornalisti fanno risalire la causa al visibile aumento di peso, dovuto a sua volta ad uno stile di vita poco sano. Nel mese di dicembre appare in un editoriale del British Vogue fotografata da Patrick Demarchelier.
Nel 2010 partecipa per la seconda volta al Calendario Pirelli, fotografata da Terry Richardson. A gennaio appare sulla copertina di Vogue Australia; tale lavoro rappresenta il ritorno sulle scene dopo una lunga pausa.

### Copertine
| Australia     | Russh           | - Gennaio 2007 - Gennaio 2008                |
| Australia     | Vogue           | - Aprile 2008 - Novembre 2008 - Gennaio 2010 |
| Australia     | Madison         | - Novembre 2008                              |
| Australia     | Girlfriend      | - Maggio 2003                                |
| Corea         | W               | - Marzo 2008                                 |
| Francia       | Vogue           | - Giugno 2006 - Giugno/Luglio 2007           |
| Francia       | Numéro          | - Febbraio 2008 - Aprile 2008 - Agosto 2009  |
| Nuova Zelanda | Fashion         | - Autunno/Inverno 2004                       |
| Singapore     | Harper's Bazaar | - Novembre 2006                              |
| Stati Uniti   | V Magazine      | - Primavera/Estate 2008                      |

## Vita privata
Nasce a Brisbane, Australia, nel 1989. Cresce in una zona semi-rurale della città insieme alla madre, Melissa McNeil, e alla nonna. Nel 2007 si trasferisce a New York per svolgere la professione di modella. Ha una relazione con la collega Freja Beha Erichsen, alla quale segue quella con la conduttrice televisiva australiana Ruby Rose. Suvi Koponen, modella finlandese, ha un tatuaggio dedicato a Catherine sul polso, con la scritta "cat". McNeil ha due piercing (lingua e capezzolo sinistro) e quattordici tatuaggi.
Nel novembre 2009 cattura l'attenzione dei tabloid australiani quando si presenta al Girlfriend Rimmel Model Search mostrando numerosi tagli su entrambe le braccia; già in passato alcune voci facevano riferimento ad un presunto autolesionismo della modella. Alcuni giorni dopo l'uscita delle immagini, la madre dichiara in un'intervista al magazine australiano Grazia: "Non l'ho mai costretta ad entrare nel mondo della moda. Non è così semplice come sembra, c'è molta pressione sull'aspetto fisico e a volte può essere molto difficile", tuttavia sostiene che la modella si sarebbe procurata le lesioni cadendo dalle scale, mentre la sua agenzia australiana giustifica le ferite con un piccolo incidente avuto mentre usava lo skateboard. Nel gennaio 2010 annuncia il fidanzamento ufficiale con Ruby Rose.

## Agenzie
- NEXT Model Management - Parigi, Londra, New York, Milano
- Chic Management - Australia
- 2pm Model Management - Danimarca